# Rybník Starý u Líchov
Rybník Starý u Líchov je přírodní památka ve správním území obce Dublovice v okrese Příbram ve Středočeském kraji. Nachází se v katastrálním území Zvírotice u cesty z Líchov do Zvírotic. Předmětem ochrany v přírodní památce je výskyt populace kuňky obecné na rybníku Stará voda a okolních mokřadních území.

## Historie
Krajina v okolí rybníka Stará voda dlouhodobě slouží k intenzivnímu zemědělství. V blízkém okolí se nachází pole, pastviny a louky. Zemědělská činnost může splachem ornice, živin a pesticidů chráněnou lokalitu negativně ovlivňovat. Chráněné území vyhlásil Krajský úřad Středočeského kraje v kategorii přírodní památka s účinností od 26. listopadu 2016.

## Přírodní poměry
Chráněné území s rozlohou přibližně tří hektarů leží v nadmořské výšce 348–350 metrů v katastrálním území Zvírotice. Z větší části se překrývá s evropsky významnou lokalitou Rybník Starý u Líchov.

### Abiotické poměry
Geologické podloží tvoří permokarbonský granodiorit překrytý kvartérními sedimenty. Na nich se vyvinuly půdní typy kambizem typická a v nivě potoka glej modální. Přírodní památka leží v Benešovské pahorkatině, konkrétně v podcelku Březnická pahorkatina a okrsku Sedlčanská pahorkatina. Odvodňuje ji drobný Sečský potok, který se asi o kilometr dále na západ vlévá do Vltavy, resp. do vodní nádrže Slapy. Samotný rybník vznikl v důsledku budování melioračních opatření. Je napájen drobným tokem, který slouží jako sběrač melioračních vod, a infiltrací vody z přilehlého okolí. Většina plochy rybníka je zazemněná a drobné vodní plochy se vyskytují jen u vtoku vodoteče a u požeráku.
V rámci Quittovy klasifikace podnebí se přírodní památka nachází v mírně teplé oblasti MT10 (Plán péče na období 2015–2024 uvádí mírně teplou oblast MT3), pro kterou jsou typické teploty −2 až −3 °C v lednu a 17 až 18 °C v červenci. Celkový roční úhrn srážek dosahuje 600–700 milimetrů. Letních dnů bývá čtyřicet až padesát, zatímco mrazových dnů 110–130. Sníh zde leží padesát až šedesát dnů v roce.

### Flóra

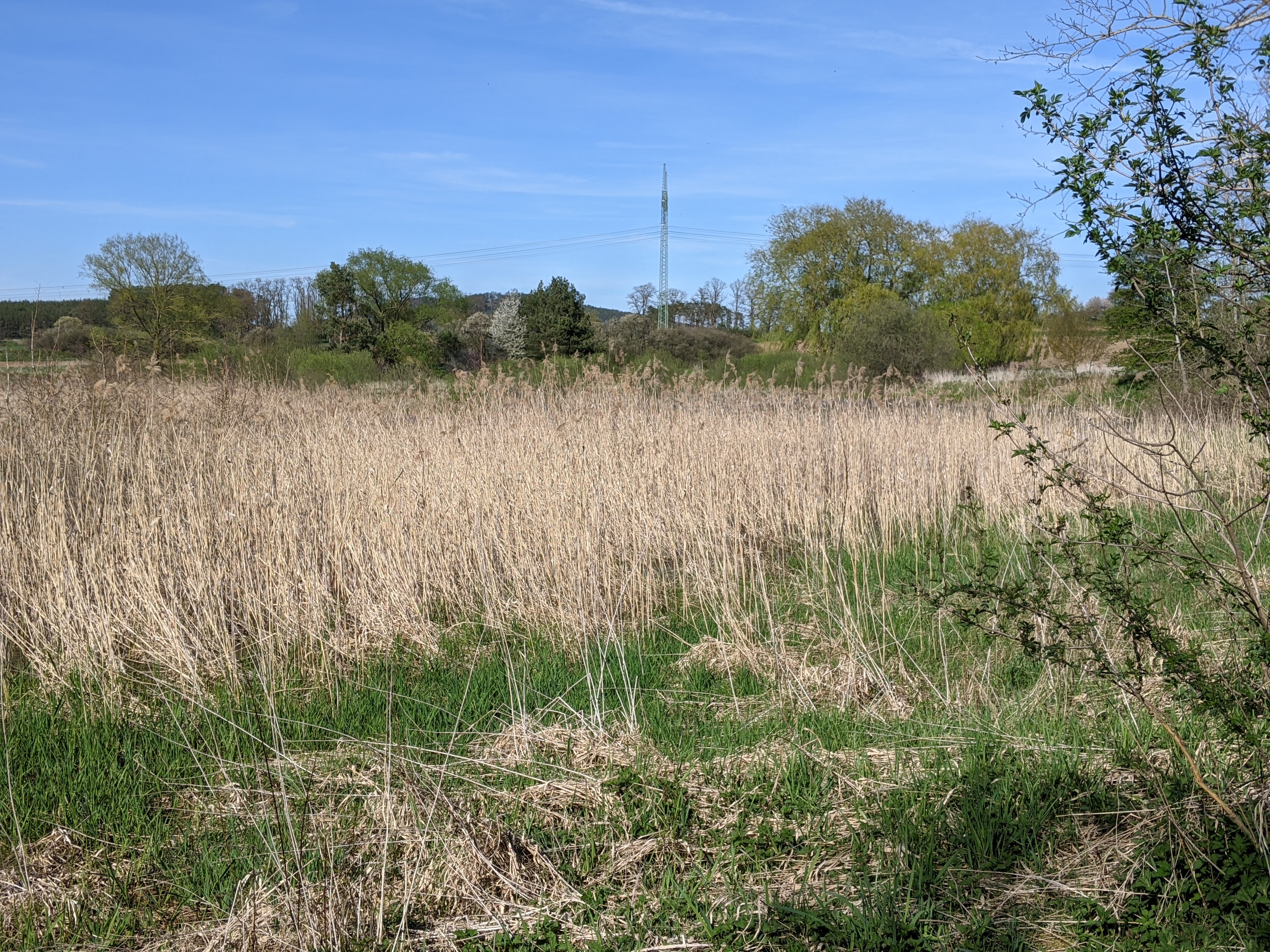
Zarostlé dno rybníka

Fytogeograficky rybník leží v Českomoravském mezofytiku a v něm v okrese Střední Povltaví. Z botanického hlediska je území nevýznamné. Převládajícím druhem porostu jsou rákosiny eutrofních stojatých vod v místě vypuštěného rybníka. Menší rozlohu zaujímají mezofilní křoviny, vrbové křoviny hlinitých a písčitých náplavů, vlhké pcháčové louky, ruderální bylinná vegetace, mezofilní ovsíkové louky a ostatní porosty.

### Fauna
Předmětem ochrany je výskyt kuňky obecné (Bombina bombina) vázané na litorální části rybníka a jejich okolí. Byla zde zaznamenána v počtu jednotek kusů a její populace má patrně ubývající trend, protože dlouhodobé vypuštění rybníka omezuje reprodukční možnosti obojživelníků.
Ze zvláště chráněných a ohrožených druhů živočichů se v chráněném území hojně vyskytuje ohrožený zlatohlávek skvrnitý (Pachnoda marginata peregrina) nebo zlatohlávek tmavý (Oxythyrea funesta), svižník polní (Cicindela campestris) a mravenec lesní (Formica rufa). V počtu jednotlivých kusů byl nalezen také střevlík Ullrichův (Carabus ullrichii) a batolec duhový (Apatura iris). Obojživelníky zastupují kromě kuňky také ropucha obecná (Bufo bufo), skokan zelený (Pelophylax sp.) a podle hlasových projevů také rosnička zelená (Hyla arborea). Z plazů zde roztroušeně žijí ještěrka obecná (Lacerta agilis), ještěrka živorodá (Zootoca vivipara), užovka obojková (Natrix natrix) a slepýš křehký (Anguis fragilis). Ojediněle v chráněném území hnízdí ťuhýk obecný (Lanius collurio), žluna zelená (Picus viridis) a snad i moták pochop (Circus aeruginosus).